# Eurytoma minasensis
Eurytoma minasensis är en stekelart som beskrevs av De Santis och Fernandes 1989. Eurytoma minasensis ingår i släktet Eurytoma och familjen kragglanssteklar. Inga underarter finns listade i Catalogue of Life.